# Holopsamma elegans
Holopsamma elegans är en svampdjursart som först beskrevs av Lendenfeld 1888.  Holopsamma elegans ingår i släktet Holopsamma och familjen Microcionidae. Inga underarter finns listade i Catalogue of Life.